# Formica macrognatha
Formica macrognatha é uma espécie de formiga do gênero Formica, pertencente à subfamília Formicinae.